# Villers-sous-Chalamont
Villers-sous-Chalamont és un municipi francès situat al departament del Doubs i a la regió de Borgonya - Franc Comtat. L'any 2007 tenia 278 habitants.

## Demografia

### Població
El 2007 la població de fet de Villers-sous-Chalamont era de 278 persones. Hi havia 112 famílies de les quals 28 eren unipersonals (12 homes vivint sols i 16 dones vivint soles), 28 parelles sense fills, 40 parelles amb fills i 16 famílies monoparentals amb fills.
La població ha evolucionat segons el següent gràfic:
Habitants censats

### Habitatges
El 2007 hi havia 147 habitatges, 113 eren l'habitatge principal de la família, 21 eren segones residències i 12 estaven desocupats. 131 eren cases i 15 eren apartaments. Dels 113 habitatges principals, 92 estaven ocupats pels seus propietaris, 16 estaven llogats i ocupats pels llogaters i 5 estaven cedits a títol gratuït; 3 tenien dues cambres, 14 en tenien tres, 12 en tenien quatre i 84 en tenien cinc o més. 95 habitatges disposaven pel capbaix d'una plaça de pàrquing. A 51 habitatges hi havia un automòbil i a 51 n'hi havia dos o més.

### Piràmide de població
La piràmide de població per edats i sexe el 2009 era:
| Homes | Edats   | Dones |
| ----- | ------- | ----- |
| 0     | 95 o +  | 0     |
| 0     | 90 a 94 | 0     |
| 0     | 85 a 89 | 0     |
| 0     | 80 a 84 | 4     |
| 4     | 75 a 79 | 8     |
| 16    | 70 a 74 | 12    |
| 4     | 65 a 69 | 4     |
| 8     | 60 a 64 | 4     |
| 0     | 55 a 59 | 8     |
| 4     | 50 a 54 | 8     |
| 20    | 45 a 49 | 4     |
| 4     | 40 a 44 | 20    |
| 12    | 35 a 39 | 4     |
| 12    | 30 a 34 | 12    |
| 0     | 25 a 29 | 12    |
| 12    | 20 a 24 | 4     |
| 8     | 15 a 19 | 16    |
| 12    | 10 a 14 | 12    |
| 8     | 5 a 9   | 4     |
| 0     | 0 a 4   | 8     |

## Economia
El 2007 la població en edat de treballar era de 164 persones, 128 eren actives i 36 eren inactives. De les 128 persones actives 121 estaven ocupades (67 homes i 54 dones) i 7 estaven aturades (2 homes i 5 dones). De les 36 persones inactives 9 estaven jubilades, 13 estaven estudiant i 14 estaven classificades com a «altres inactius».

### Ingressos
El 2009 a Villers-sous-Chalamont hi havia 112 unitats fiscals que integraven 277 persones, la mediana anual d'ingressos fiscals per persona era de 15.540 €.

### Activitats econòmiques
Dels 8 establiments que hi havia el 2007, 1 era d'una empresa alimentària, 1 d'una empresa de construcció, 2 d'empreses de comerç i reparació d'automòbils, 2 d'empreses de serveis i 2 d'empreses classificades com a «altres activitats de serveis».
Dels 3 establiments de servei als particulars que hi havia el 2009, 1 era un taller de reparació d'automòbils i de material agrícola, 1 paleta i 1 perruqueria.
L'únic establiment comercial que hi havia el 2009 era una botiga de menys de 120 m².
L'any 2000 a Villers-sous-Chalamont hi havia 13 explotacions agrícoles.

## Equipaments sanitaris i escolars
El 2009 hi havia una escola elemental integrada dins d'un grup escolar amb les comunes properes formant una escola dispersa.

## Poblacions més properes
El següent diagrama mostra les poblacions més properes.